# Nikanor aus Kos
Nikanor aus Kos war ein antiker griechischer Grammatiker, der für seinen Kommentar zu den Gedichten des Philetas bekannt war. Nikanors Werke stammten aus hellenistischer Zeit. Fälschlicherweise wurde angenommen, dass er auch Kommentator der Werke Theokrits war. Die in den Theokrit-Scholien Nikanor zugewiesenen Teile betreffen die Insel Kos und sind wohl seinem Philetas-Kommentar entnommen, gehen aber auch noch darüber hinaus.